# Призиц

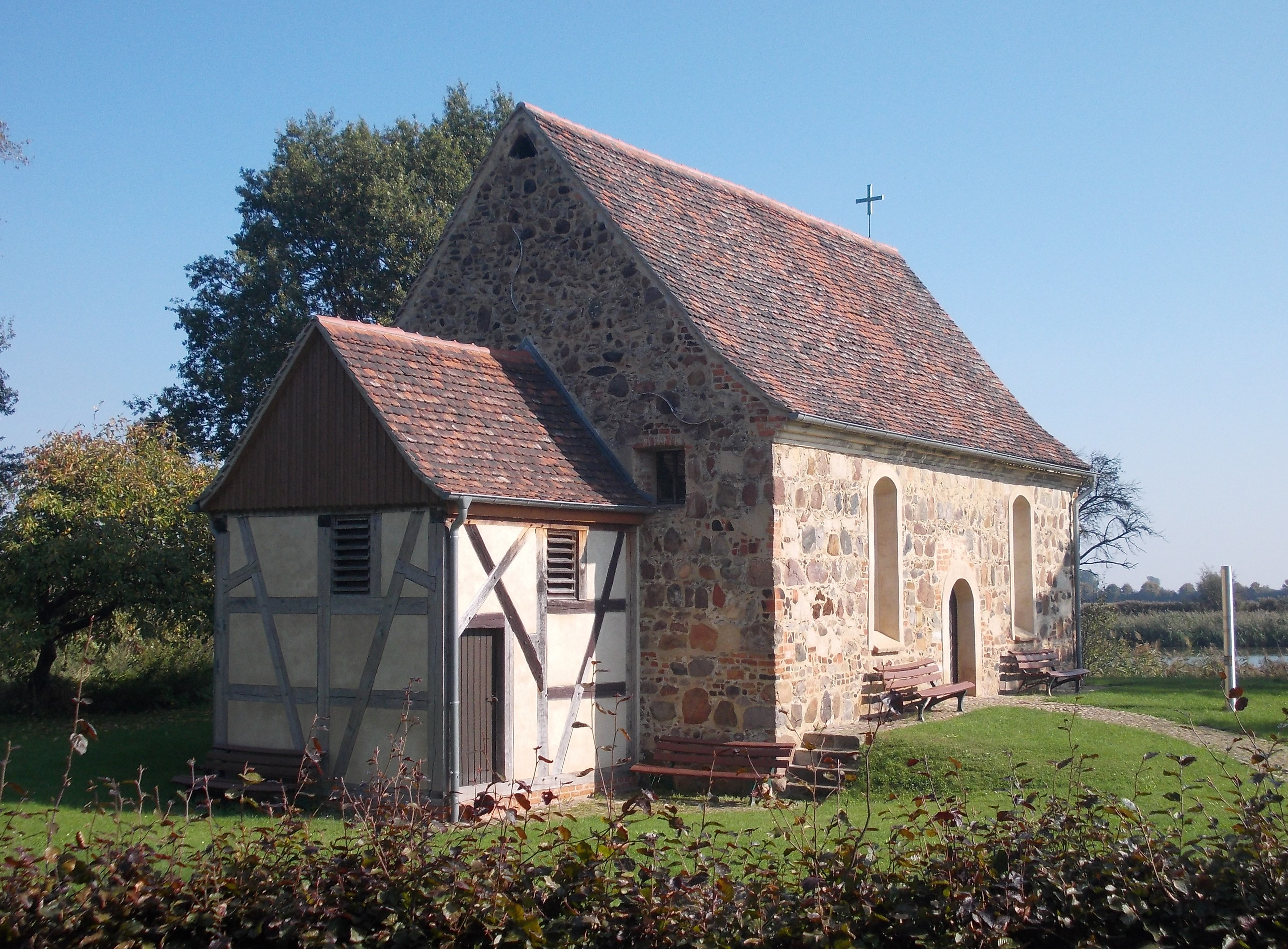
Церковь

Призиц (нем. Priesitz) — деревня в Германии, в земле Саксония-Анхальт.
Входит в состав города Бад-Шмидеберг района Виттенберг. Население составляет 271 человек (на 31 декабря 2006 года). Занимает площадь 10,09 км².
Впервые упоминается в 1290 году.
Ранее деревня Призиц имела статус общины (коммуны). 1 июля 2009 года вошла в состав города Бад-Шмидеберг. Последним бургомистром был Бернд-Уве Эдлер.